# Кукушко-воденски говор
Кукушко-воденския говор е български диалект от крайната югозападна група югозападни говори. Говори се в рамките на Република Гърция – южно от Беласица, по течението на Вардар и включва българоезичните селища около Кукуш, Воден и Енидже Вардар.
Македонската диалектология го систематизира като част от солунско-воденския диалект на т. нар. македонски език.

## Характерни особености[1]
Сред най-характерните черти на диалекта е редукцията на широките гласни, когато са неударени и не са в краесловие:
- - а⇒ъ – кòмър (комар), мàндръта (мардрата), чъ̀ргъта (чергата).
  - е⇒и – зилèн (зелен), нèбито (небето), мòлиц (молец)
  - о⇒у – тучѝло (точило), уфчàр (овчар), удинѝца (воденица)

Като в определени случаи редукцията води до изпадане на гласната:
В определени морфологически категории редукцията води до изпадане на неударените широки гласни:
- - а⇒∅ – дувѝцта (вдовицата)
  - е⇒∅ – лѝцто (лицето)
  - и⇒∅ – тувàрте (товарите)
  - о⇒∅ – òкто (окото)

Други диалектни особености са:
- Праславянското *tj застъпено като к’, йк’ – лèйк’а (леща), нèйк’ум  (не ща), нок’ (нощ). Среща се и застъпване с шт – лèшта (леща)
- Праславянското *dj застъпено като г’, йг’ – сàг’а (сажда), сàйги (сажди). Среща се и застъпване с жд – прèжда
- Застъпници на стб. ѫ
  - Предимно ъ: дъ̀га (дъга), съ̀бута (събота)
  - По-рядко у: пỳпка (пъпка), кỳк’а (къща)
- Гласна о като застъпник на стб. ъ: сон (сън), бòчва (бъчва)
- Изпадане на х в началото на думата: òро (хоро), ил’àда (хиляда)
- Членно окончание -у, -ут за м. р. ед. ч.: гỳштъру (гущера), врàтут (вратът).
- Членно окончание -то за мн. ч.: кàмънето (камъните), кòйнето (конете).
- Глаголно окончание -м за 1 л. ед. ч. сег. време при всички спрежения: òрум (ора), цèпум (цепя), глèдум (гледам). Прави впечатление основата -у- за всички глаголи в сегашно време.
- Употреба на местоимението му, без оглед на род и число: на бàба ке му нòсум да йъдè (на баба ще ѝ нося да яде), на стàрите му е мъ̀чно (на старите им е мъчно).